# Сарва (Австралійська столична територія)
Сарва (англ. Tharwa, поштовий індекс 2620) — містечко в Австралійській столичній території, за 35 кілометрів на південь від столиці Австралії Канберри. За переписом 2016 року населення склало 81 чоловік.
Село розміщене на березі річки Маррамбіджі, на стику доріг Тідбінбілла та Наас і Сарва Драйв. Основними публічними закладами є універмаг, дитячий садок і початкова школа (нині зачинена), англіканська церква Святого Едмунда, кладовище, громадський зал та тенісні корти. У травні до 2006 року щорічно школою проводився ярмарок, зараз його організовує дитячий садок.